# Melanie Cruise
Melanie Goranson (nacida el 7 de enero de 1986) es una luchadora profesional estadounidense más conocida como Melanie Cruise y posteriormente sólo como Mel. Cruise es muy conocida por sus apariciones en All Elite Wrestling, Shimmer Women Athletes y POWW Entertainment. 
Ella se presenta para varias promociones independientes basadas en el norte de los Estados Unidos y fue la primera campeona de Resistance Pro Wrestling Women.

## Carrera

### Primeros años (2008-2011)
Entrenada por Ruff Crossing, Jimmy Blaze y Scott Spade, debutó para POWW el 26 de abril de 2008. Fue un combate por equipos con Kanoa para enfrentar a Traci Brooks y Chris Cairo. Después de que ella participó en un Triple Threat Match que también incluía a Mia Martinez y The Great Cheyenne, la eventual ganadora. Debido a que Cheyenne ganó el partido y no venció a Cruise, comenzaron una pelea, y finalmente terminaron en Cruise venciendo a Cheyenne en un partido de tres caídas. Después de eso, Melanie Cruise comenzó otra pelea con Taylor Made, derrotándola también en un combate de Street Fight al aterrizar The Cruise Control en un bote de basura. Melanie todavía compite por POWW en 2012 y actualmente está involucrada en una pelea con Stacey Shadows

### Shimmer Women Athletes (2009-presente)
Hizo su primera aparición para Shimmer Women Athletes en el Volumen 21 SPARKLE cuando derrotó a Cherry Bomb en un Dark Match para ganar un lugar futuro en la lista principal. Hizo su debut en DVD en el Volumen 23, donde fue derrotada por "The Scream Queen" Daffney después de sus Daff Knees. Luego se alineó con Annie Social y Wesna Busic formando el Social Club. Después de perderse el Volumen 24, regresó como parte del Volumen 25 perdiendo ante Nikki Roxx después de una Barbie Crusher. Más tarde en la noche, participó en un Fatal 4 Way que incluye a Jennifer Blake, Kellie Skater y Jessie McKay (eventual ganadora).
El 8 de noviembre se asoció con Wesna Busic para derrotar a los Excampeonas en Parejas de SHIMMER Ashley Lane y Nevaeh. Ella continuó su racha ganadora al derrotar a la debutante Kimberly Kash en el Volumen 28.
Desde que su compañera de equipo, Wesna Busic, se retiró, comenzó a asociarse con su mánager Annie Social y, como parte del Volumen 29, perdieron un Contest Tag Team Match # 1 contra el equipo de Nikki Roxx y la princesa portuguesa Ariel. Más tarde esa noche, sin embargo, lograron su primera victoria como equipo contra Jessica James y Rachel Summerlyn. En el Volumen 31, Melanie Cruise obtuvo una gran victoria contra Allison Danger gracias a la ayuda de su mánager Annie Social. En el partido posterior, el dúo continuó atacando a Allison hasta que Jennifer Blake logró salvar. Como parte del Volumen 32, perdieron un Tag Team Grudge Match contra Ultimate Punch (Jennifer y Allison).

### Supreme Wrestling Entertainment (2011-2013)
Hizo su debut con Supreme Wrestling Entertainment el 25 de mayo de 2011 en Rubicon, WI. Ella se enfrentó y derrotó a Nikki St. John. Originalmente había sido programada para enfrentarse a Taylor Made, pero Melanie Cruise había "asegurado" que Taylor no llegó al espectáculo, por lo que Nikki la reemplazó. Melanie Cruise y Nikki St. John una vez más se enfrentaron el 4 de julio de 2011. Esta vez Nikki St. John obtuvo la victoria. Una vez más regresó a SWE el 6 de agosto de 2011 en el West Bend Harley-Davidson 65th Anniversary Bash en West Bend, WI, en un esfuerzo por perder contra TNA Impact Wrestling Knockout Traci Brooks. El 17 de diciembre de 2011, Taylor Made finalmente consiguió sus manos en Melanie Cruise, pero Cruise se llevó la victoria. La disputa entre Melanie Cruise y Nikki St. John continuó el 4 de julio de 2012, donde Melanie obtuvo otra victoria sobre Nikki. Luego, el 1 de septiembre de 2012 en un evento impactante, Nikki venció a Melanie con la ayuda del astuto Chazz Moretti. Se anunció de inmediato que Nikki era el miembro más nuevo de Moretti Agency.

### Global Force Wrestling (2015)
El 9 de julio de 2015, Cruise hizo su debut en Global Force Wrestling (GFW), desafiando sin éxito a Santana Garrett por el Campeonato Mundial Femenil de la NWA.

### All Elite Wrestling (2019-2021)
Cruise hizo su debut en All Elite Wrestling (AEW) en el episodio del 4 de diciembre de Dynamite, Cruise estaba entre la multitud y le rogó a Brandi Rhodes que la hiciera miembro del Nightmare Collective junto con Awesome Kong, lo que Rhodes estuvo de acuerdo. El 8 de enero de 2020 en Dynamite, el stable (que ahora incluía a Luther) interfirió con el combate por el Campeonato Mundial Femenino de AEW entre Riho y Kris Statlander, lo que causó que Riho conservara el título;  después del combate, Hikaru Shida, Big Swole y Sonny Kiss se defendieron del stable para proteger a Statlander, Britt Baker, que había optado por no unirse.
El 3 de agosto, Mel participó en el torneo de Women's Tag Team Cup Tournament: The Deadly Draw haciendo equipo con Penelope Ford siendo eliminadas por The Nightmare Sisters (Allie & Brandi Rhodes).

## Campeonatos y logros
- Allied Independent Wrestling Federations
  - AIWF Women's Championship (1 vez)

- Resistance Pro Wrestling
  - RPW Women's Championship (2 veces)[9]

- RISE Wrestling
  - Guardians of RISE Championship (1 vez) – con Dust[10]

- Pro Wrestling Illustrated
  - Situada en el Nº39 en los PWI Female 50 de 2011[11]
  - Situada en el Nº25 en los PWI Female 50 de 2012[12]
  - Situada en el Nº87 en el PWI Female 100 en 2018.